# مازا ژوگلا
مازا ژوگلا (انگلیسی: Mazā Jugla) رودخانه ای در لتونی است. این رود به طول ۱۱۹ کیلومتر از طریق شهرداری اوگره، شهرداری سالاسپیلس، شهرداری ایکشکیل و شهرداری استوپینی جریان دارد.